# Bangor International Airport

i7
i11
i13
Der Bangor International Airport ist der Flughafen der Stadt Bangor im US-Bundesstaat Maine.

## Lage und Verkehrsanbindung
Der Bangor International Airport liegt vier Kilometer westlich des Stadtzentrums von Bangor. Östlich des Flughafens verläuft die Interstate 95, südöstlich die Interstate 395 und südlich der U.S. Highway 2. Der Flughafen wird von den Community Connector Buslinien angefahren.

## Geschichte
Der regelmäßige Flugverkehr auf dem 1927 als Godfrey Field eröffneten Flugplatz begann 1931. Boston-Maine Airways, eine durch Boston and Maine Railroad und Bangor and Aroostook Railroad gegründete Fluggesellschaft, richtete eine Verbindung zwischen Bangor und Boston, mit Zwischenlandung in Portland, ein. Ab 1937 verfügte der Flugplatz über eine Befeuerung und konnte auch Nachtflüge abfertigen.
Noch vor dem Eintritt der Vereinigten Staaten in den Zweiten Weltkrieg wurde der Flugplatz als Bangor Army Air Field an das United States Army Air Corps übertragen und für militärische Flüge nach Europa genutzt. 1942 wurde der Name in Dow Army Airfield und 1947, nach Gründung der United States Air Force, in Dow Air Force Base geändert. Die heutige Start- und Landebahn wurde 1958 errichtet, um den Flughafen für den Boeing B-52-Bomber nutzen zu können und war damals die längste Bahn östlich des Mississippi. Parallel zur militärischen Nutzung führte Northeast Airlines in den 1950er und 1960er Jahren Linienflüge nach Boston und New York durch.
1968 wurde die Dow Air Force Base geschlossen und im folgenden Jahr durch die Stadt Bangor als Bangor International Airport wiedereröffnet. In den 1970er und 1980er Jahren wurde der Flughafen vor allem als Zwischenlandung auf Verbindungen zwischen der amerikanischen Westküste und Zielen in Europa, Mexiko und der Karibik genutzt – während das Flugzeug aufgetankt wurde, konnten die Passagiere die Einreise- und Zollkontrolle passieren. Auch Condor Flugdienst und LTU nutzten in dieser Zeit den Flughafen Bangor.
Im Golfkrieg, Irakkrieg und während des SFOR-Einsatzes kehrten mehr als eine halbe Million Soldaten über den Flughafen Bangor in die USA zurück.
Ab 2005 war der Flughafen einer der Notlandeplätze für das Space Shuttle.

## Betrieb
Am Bangor International Airport bestehen Linienflugverbindungen zu Zielen innerhalb der Vereinigten Staaten. Da der Flughafen Bangor für Flüge aus Europa der erste erreichbare US-Flughafen ist, werden Flüge bei Terrorismus-Verdacht, medizinischen Notfällen, schlechter Witterung, technischen Zwischenfällen oder Problemen mit betrunkenen Passagieren häufig zum Flughafen Bangor umgeleitet. Aus diesem Grund wird Bangor auch bei Auslieferungsflügen von Kurz- und Mittelstreckenflugzeugen aus Europa als Tankstopp angeflogen.

## Verkehrszahlen
| Jahr | Fluggastaufkommen | Luftfracht (Tonnen) | Flugbewegungen (mit Militär) |
| ---- | ----------------- | ------------------- | ---------------------------- |
| 2017 | 546.264           |                     |                              |
| 2016 | 492.671           | 808                 | 42.689                       |
| 2015 | 477.244           | 892                 | 40.669                       |
| 2014 | 489.977           |                     |                              |
| 2013 | 487.775           | -                   | -                            |
| 2012 | 460.268           | -                   | -                            |
| 2011 | 429.469           | -                   | -                            |
| 2010 | 386.799           | -                   | -                            |
| 2009 | 372.220           | -                   | -                            |
| 2008 | 351.807           | -                   | -                            |
| 2007 | 397.865           | -                   | -                            |
| 2006 | 415.005           | -                   | -                            |
| 2005 | 480.605           | -                   | -                            |

### Verkehrsreichste Strecken
| Rang | Stadt                                 | Passagiere | Fluggesellschaft |
| ---- | ------------------------------------- | ---------- | ---------------- |
| 01   | Philadelphia, Pennsylvania            | 65.220     | American         |
| 02   | New York–LaGuardia, New York          | 49.750     | Delta            |
| 03   | Washington–National, Washington, D.C. | 43.400     | American         |
| 04   | St. Petersburg, Florida               | 27.030     | Allegiant        |
| 05   | New York–JFK, New York                | 24.890     | Delta            |
| 06   | Orlando–Sanford, Florida              | 20.290     | Allegiant        |
| 07   | Newark, New Jersey                    | 19.350     | United           |
| 08   | Chicago–O’Hare, Illinois              | 18.350     | United           |
| 09   | Charlotte, North Carolina             | 00.680     | American         |
| 10   | Pittsburgh, Pennsylvania              | 00.170     | k. A.            |

## Der Flughafen in der Literatur
Der Bangor International Airport ist der Haupthandlungsort von Stephen Kings Novelle Langoliers.